# Sulaiman Laiq
Sulaiman Laiq (em pachto سلېمان لايق‎; Katavaze, 7 de outubro de 1930 – 31 de julho de 2020) foi um poeta e político afegão.

## Juventude
Formou-se na escola secundária Habibi de Cabul em 1947. Começou a estudar teologia em Paghman, mas foi expulso por "declarações antirreligiosas" em 1952 e, logo, ingressou na Faculdade de Sharia da Universidade de Cabul, de onde também foi expulso, mas por participar em manifestações estudantis em 1954. Finalmente, ingressou na Faculdade de Literatura da mesma universidade, onde se graduou em 1957.

## Poesia
Laiq obteve grande fama como poeta, escrevendo tanto em pachto como em dari, os dois idiomas principais do Afeganistão. Desde 1958, trabalhou em diversos meios de comunicação: no jornal Kabulí Hivad, como vice-diretor da "Rádio do Afeganistão", como editor associado da revista Zhvandun, etc., e no Ministério da Cultura.
Entre as obras mais conhecidas de Laiq se encontram: Chunghar, De Abaseen Spaiday, Kaygday e Qeesay Aw Afsanay. Sua obra combina o lirismo com as causas sociais. Em 1959 recebeu o "Prêmio Estatal de Poesia".

## Militância política
Em 1965, Laiq foi um dos membros fundadores do Partido Democrático Popular do Afeganistão (PDPA). Em 1968, virou diretor e editor do Parcham, jornal que representava a ala moderada do partido, dirigido por Babrak Karmal. Em 1977, foi eleito membro do politburo.

## Revolução e República Democrática
O PDPA chegou ao poder em 1978 com a Revolução de Saur e foi fundada a República Democrática. Laiq foi nomeado membro do Conselho Revolucionário e Ministro de Rádio e Televisão e teve a honra de escrever a letra do novo hino afegão, Garam shah lā garam shah.
Logo foi destituído de todos os seus cargos devido à crescente influência da ala radical do PDPA. Laiq foi preso em Pul-i-Charkhi em março de 1979, durante o governo de Hafizullah Amin. Com a queda de Amín, em dezembro de 1979, foi libertado e reconduzido como membro do Conselho Revolucionário. Em 12 de abril de 1980, foi eleito presidente da Academia de Ciências do Afeganistão.
Em 1 de junho de 1981, foi nomeado Ministro das Nacionalidades e das Tribos e membro do Comitê Central do PDPA. Em 1986, regressou ao politburo e, em 1989, foi também membro do Secretariado do partido. No mesmo ano, deixou de ser Ministro das Nacionalidades e das Tribos para se tornar Ministro das Fronteiras até o ano seguinte. Em 1990, o PDPA foi reorganizado como "Partido da Pátria"; Laiq foi membro da Mesa Executiva (equivalente ao velho Secretariado) do Conselho Central e Vice-Presidente do partido.

## Últimos anos
Em 1992, partiu para o exílio quando os fundamentalistas mujahidins tomaram o controle do país. Laiq se mudou para a Alemanha, que lhe concedeu asilo político. Regressou para sua pátria quando as tropas dos Estados Unidos derrotaram os talibãs.
Morreu no dia 31 de julho de 2020 em decorrência de ferimentos causados por uma explosão no ano anterior.